# Zby
Zby („podle paleontologa Zbyszewského“) byl rod středně velkého dinosaura, objeveného v západní Evropě. Tento velký býložravý sauropod byl objeven v souvrství Lourinhã na území Portugalska. Žil na konci období jury, asi před 150 miliony let a byl patrně příbuzný turiasaurům.

## Etymologie
Své krátké rodové jméno získal tento sauropod na počest polského paleontologa Georgese Zbyszewského, který v polovině 20. století prováděl v Portugalsku dlouhodobý paleontologický a geologický výzkum. Druhové jméno atlanticus zase odkazuje k místu objevu, ležícímu nedaleko pobřeží Atlantského oceánu.

## Vzezření a velikost
Zby patří ke středně velkým sauropodům, v poměru k současným živočichům však byl obrovský. Dosahoval délky asi 19 metrů, výšky v ramenou přes 4 metry a mohl vážil až 20 tun. Objeven byl jeden nekompletně zachovaný exemplář, včetně širokého lopatkovitého zubu i s kořenem.

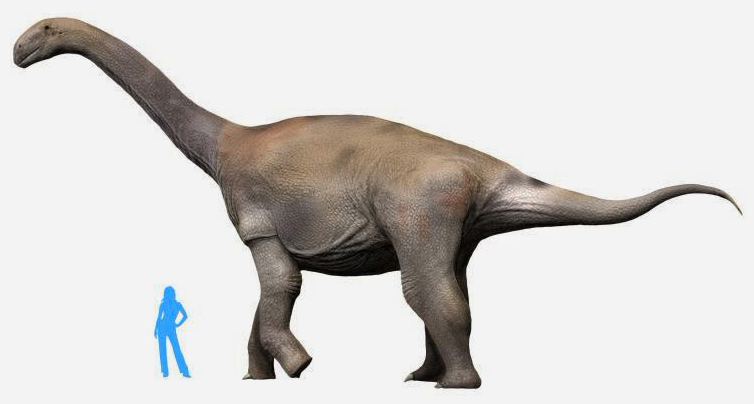
Velikostní srovnání rodu Zby s člověkem.

## Zařazení
Fosilie tohoto dinosaura byly původně považovány za pozůstatky již známého obřího rodu Turiasaurus ze sousedního Španělska. Později si však vědci povšimli čtyř unikátních znaků, které jej od turiasaura odlišují. Zby nicméně patří do kladu Turiasauria a je tak blízkým příbuzným zmíněného španělského sauropoda nebo rodů Losillasaurus či Moabosaurus.

## Zajímavost
Tento dinosaurus měl se třemi písmeny nejkratší rodové jméno ze všech popsaných neptačích dinosaurů, a to spolu s asijskými teropody rodu Mei (čínský troodontid) a Kol (mongolský alvarezsaurid). V současnosti je držitelem tohoto primátu čínský teropod Yi qi.